# Floriano Peixoto
Maršál Floriano Vieira Peixoto (30. dubna 1839 – 29. července 1895) byl brazilsky voják a politik a druhý prezident Brazilské republiky.
V únoru 1891 byl zvolen viceprezidentem a v listopadu se po rezignaci Deodora da Fonsecy stal prezidentem. V letech 1893–1894 potlačil vzpouru námořních důstojníků a protirepublikánské tažení ve státech Rio Grande do Sul a Santa Catarina. Jeho vláda se vyznačovala vzrůstající centralizací moci a nacionalismem.